# The Ranch Girl's Legacy
The Ranch Girl's Legacy è un cortometraggio muto del 1910 scritto, prodotto, interpretato e diretto da Gilbert M. 'Broncho Billy' Anderson.

## Produzione
Il film fu prodotto dalla Essanay Film Manufacturing Company. Venne girato in Texas, a El Paso e a Santa Barbara, in California.

## Distribuzione
Distribuito dalla Essanay Film Manufacturing Company, il film - un cortometraggio di 250 metri - uscì nelle sale cinematografiche USA il 5 marzo 1910. Nelle proiezioni, veniva programmato con il sistema dello split reel, accorpato in un'unica bobina con un altro cortometraggio prodotto dall'Essanay, il documentario The Ostrich and the Lady.